# Gabriel Beauchesne-Sévigny
Gabriel Beauchesne-Sévigny (Montreal, 11 de diciembre de 1984) es un deportista canadiense que compite en piragüismo en la modalidad de aguas tranquilas.
Ganó una medalla de bronce en el Campeonato Mundial de Piragüismo de 2013, en la prueba de C1 4 × 200 m. En los Juegos Panamericanos de 2015 consiguió una medalla de oro.

## Palmarés internacional
| Campeonato Mundial   | Campeonato Mundial   | Campeonato Mundial | Campeonato Mundial |
| Año                  | Lugar                | Medalla            | Competición        |
| -------------------- | -------------------- | ------------------ | ------------------ |
| 2013                 | Duisburgo (Alemania) | Medalla de bronce  | C1 4 × 200 m       |
| Juegos Panamericanos |                      |                    |                    |
| Año                  | Lugar                | Medalla            | Competición        |
| 2015                 | Toronto (Canadá)     | Medalla de oro     | C2 1000 m          |